# بوسکاسل
بوسکاسل (به انگلیسی: Boscastle) یک منطقهٔ مسکونی در بریتانیا است که در کورنوال واقع شده‌است.